# Гуж (гребля)
Гуж, Гужик — петля, кольцо, привязь свитые из толстого ремня или верёвки. Использовалось в гребных судах для удержания весла в уключине, либо заменяющее уключину (в последнем случае весло крепится непосредственно к борту) судна.
Про использование схожей петли в конской упряжи (в хомутных клешнях поверх оглобли) — см. Гуж (упряжь).
В «Толковом словаре живого Великорусского языка» В. И. Даля:
«В упряжи, кожаная глухая петля, укрепленная в хомутных клешнях; гуж обносится поверх оглобли, и в него вставляется нагнетом конец дуги. В гребных судах, венок, заменяющий оключину; он надевается на кочеток и на весло, либо продевается в дыру борта.»